# Molpeceres
Molpeceres es una pedanía del municipio de Torre de Peñafiel, en la provincia de Valladolid, comunidad autónoma de Castilla y León, España. En 2010 contaba con una población de 6 habitantes. Pertenece a la comarca de Campo de Peñafiel.

## Historia y patrimonio

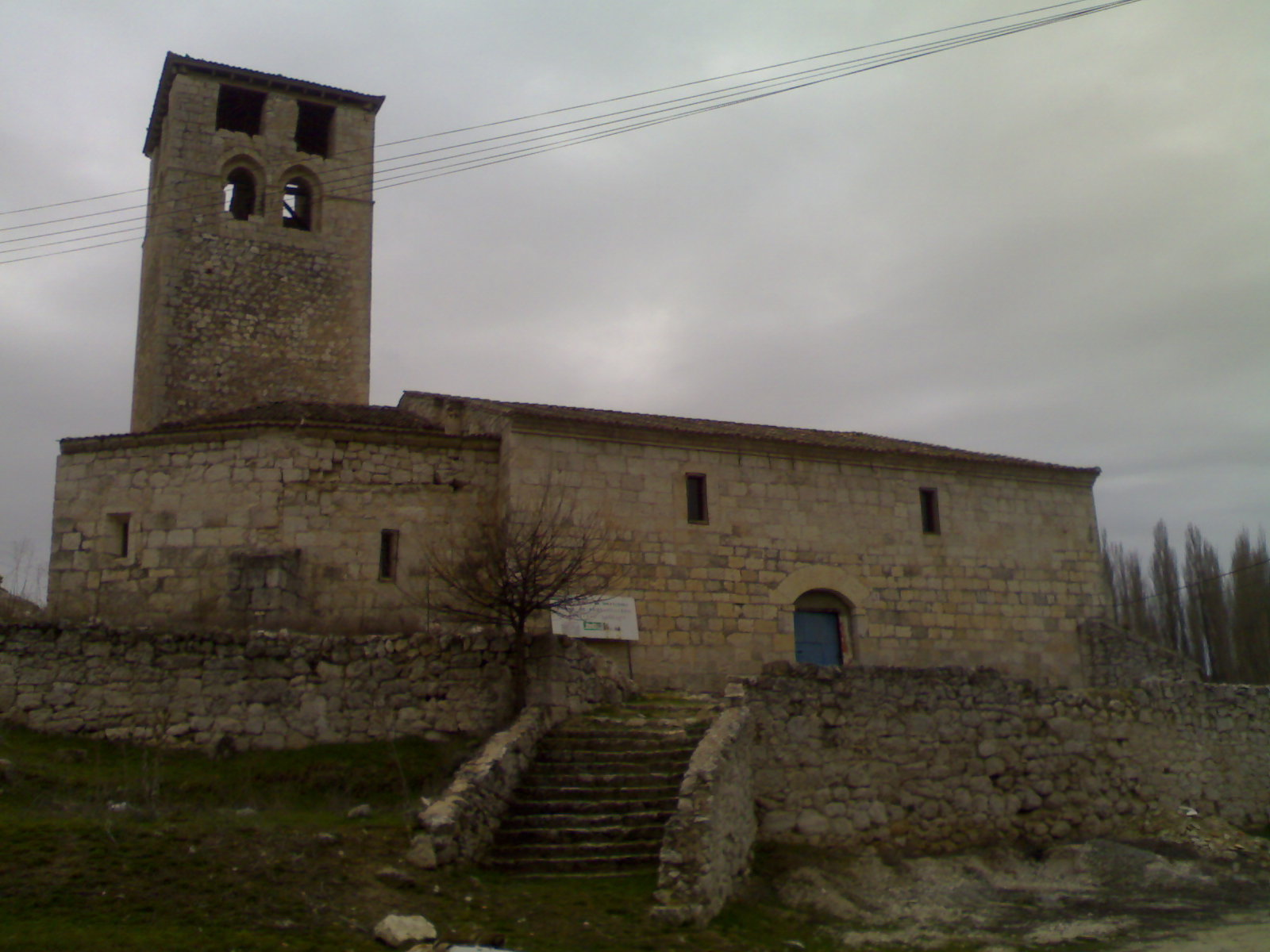
Iglesia de Molpeceres.

La iglesia de Santa María con su ábside románico y su esbelta torre, demuestra la antigüedad de la población y mayor riqueza que las poblaciones inmediatas. La vega del arroyo que se forma con las fuentes de Fompedraza y las de Hontolmo y Valdecales ha permitido la vida de más personas que en otros lugares cercanos.
En el reparto de la martiniega, que cobraba el monasterio de S. Juan y S. Pablo de Peñafiel, en 1490, sobre un total de 18.600 maravedíes, Molpeceres de Suso pagaba 1295 maravedíes, más que Fompedraza (765), Rábano (720), Pesquera (625), Quintanilla de Suso (526), Olmos (506), Castrillo (490) Mélida (420),Torre (274)y Molpeceres de Yuso (34).
En 1572 el vecino de la villa de Molpeceres, Martín de la Fuente, otorga una escritura de censo a favor del Hospital de la Concepción de Peñafiel.

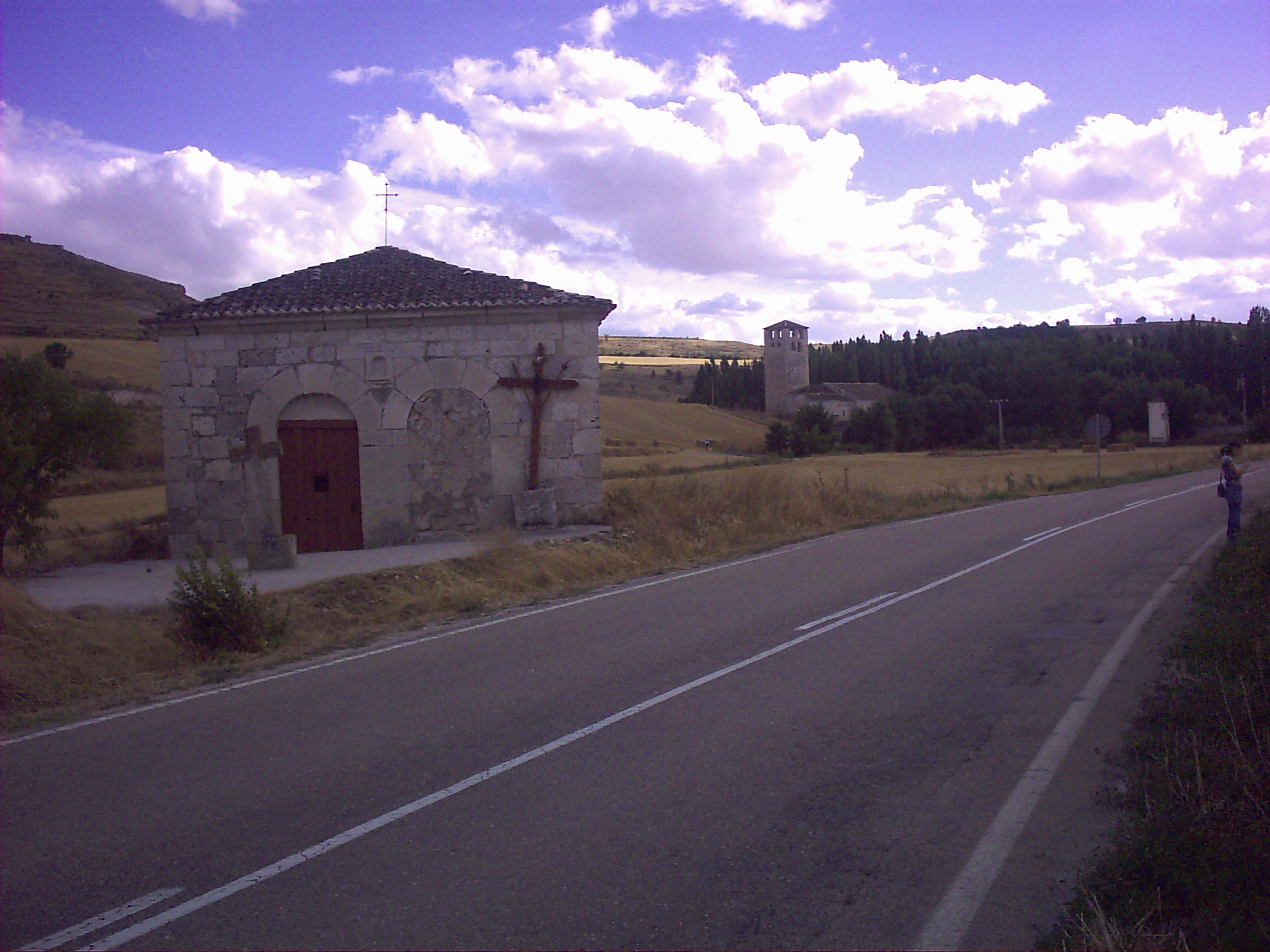
Ermita de San Roque y la antigua iglesia de Molpeceres.

A finales del siglo XVI Molpeceres es la mayor de las poblaciones situadas al sur de Peñafiel, (94 vecinos cuando la población de los inmediatos es: Campaspero 24, Aldeyuso 30, La Torre 31 y Fompedraza 47).
Hasta mediados del siglo XVI estaba compuesto por dos poblaciones Molpeceres de Suso y Molpeceres de Yuso, las que hoy son Aldeayuso y Molpeceres, estando el primero en el término de Molpeceres y no en el de Peñafiel. Por este motivo la ermita de San Roque de Molpeceres, tiene la puerta en la fachada que da a Aldeyuso. 
Alrededor de 1845 tiene Ayuntamiento, 18 vecinos, 60 almas y hay dos telares de lienzos ordinarios.
En 1849 se funde la campana grande "SIENDO CVRA D / MIGVEL GARCIA / MORENO Y ALCAL / DE D ANTONIO DE / LA TORE A ÑO / DE 1 8 4 9", según inscripción en la campana.
En 1857 Molpeceres ya pertenecía al municipio de Torre de Peñafiel. Según la tradición oral el estar separados los términos municipales fue el motivo por el que, a finales del siglo XIX, Molpeceres se agregó a La Torre y no a Canalejas ni a Fompedraza a pesar de la proximidad y la mejor comunicación. De este modo pensaron los vecinos de Molpeceres que podían mantener su independencia y, si un día crecía la población, podrían romper la unión más fácilmente.
Según el libro de matrícula de 1862 en Molpeceres vivían entonces 74 hombres y 60 mujeres, en total 134 personas repartidas entre la calle Real, el barrio Solano y el barrio Sombrío.
En 1959 se denegó a los vecinos de Molpeceres la segregación de su pueblo del municipio de Torre de Peñafiel para agregarse al de Fompedraza, según consta en el BOE de 2 de marzo de 1959, pág. 3521, por decreto 270/1959 de 26 de febrero de ese mismo año.
Actualmente, los vecinos de Molpeceres celebran las fiestas patronales en honor a San Roque. La festividad se celebra el día 16 de agosto, donde tiene lugar una misa, una procesión a la ermita y una comida popular.